# فيليبي موريرا
فيليبي موريرا (15 يناير 1981 بكامبيناس في البرازيل - ) هو مدرب كرة قدم ولاعب كرة قدم برازيلي في مركز الوسط. لعب مع نادي بونتي بريتا.

## وصلات خارجية
- فيليبي موريرا على موقع قاعدة بيانات كرة القدم.إي يو (الإنجليزية)